# 帶我去遠方
《帶我去遠方》，台灣電影，於2009年在台灣上映。本片由傅天余編劇、導演，資深導演吳念真擔任企劃、監製。導演傅天余原從事電視編劇、導演工作，亦從事電影編劇，本部電影為其第一部導演的電影長片作品。

## 演員
- 游　昕：飾演林曉桂（阿桂，青少年）
- 李芸妘：飾演林曉桂（阿桂，童年）
- 林柏宏：飾演阿賢
- 周詠軒：飾演森賢一，海巡男生
- 梅　芳：飾演阿嬤
- 李永豐：飾演阿桂父親
- 林美秀：飾演旅行社老闆娘

## 外部連結
- Yahoo奇摩電影上《帶我去遠方》的資料（繁體中文）
- MSN娛樂上《帶我去遠方》的資料（繁體中文）

- 開眼電影網上《帶我去遠方》的資料（繁體中文）
- 豆瓣电影上《帶我去遠方》的資料 （简体中文）
- 时光网上《帶我去遠方》的資料（简体中文）
- AllMovie上《帶我去遠方》的资料（英文）
- 爛番茄上《帶我去遠方》的資料（英文）
- 香港影庫上《帶我去遠方》的資料（繁體中文）
- 互联网电影数据库（IMDb）上《帶我去遠方》的资料（英文）